# Phlaeoba jiuwanshanensis
Phlaeoba jiuwanshanensis är en insektsart som beskrevs av Zheng, Z. och W.-a. Deng 2006. Phlaeoba jiuwanshanensis ingår i släktet Phlaeoba och familjen gräshoppor. Inga underarter finns listade i Catalogue of Life.